# Сърп
Сърп се нарича ръчно земеделско сечиво с къса дървена дръжка и извито острие наподобяващо формата на буквата „С“. Използва се за жънене на житни и зърнени бобови култури. Сърпът е със заострена режеща вътрешната страна. Формата му благоприятства едновременното отрязване на стъблата и събирането им в ръкойка. Пригоден е за хващане от дясна ръка, но съществуват и такива, които могат да се ползват и за лява ръка. По форма на режещата част и начина на ползване сърпът е близък до косата, въпреки че съществуват разлики в употребата и начина на хващане (с две ръце) на дръжката. Синоним, а и разновидност на сърп е косер.

## История
Сърпът е известен от дълбока древност. Той е възникнал успоредно с развитието на земеделието и последвалата нужда от събиране на реколтата. Първите уреди са се различавали доста от днес познатите ни. Въпреки това основната му форма е запазена и до наши дни. Сведения за използване на сърпа в България има от епохата на неолита. Древните ни предци са използвали рогове от животни. Във вътрешната им извивка са добавяли кремък, който изпълнявал ролята за отрязване. В Древен Египет са използвали пригоден заострен кремък, а в Шумер предшественика на сърпа представлявал уред наподобяващ по форма на бумеранг изготвен от печена глина.

## Митология и народни обичаи
В древната митология и ритуални традиции сърпът изпълнява роля като символ на плодородието и благоденствието.
- В Древна Гърция:
  - Богинята Деметра е изобразявана със сърп.
  - Кронос кастрирал със сърп баща си Уран и го свалил от трона на гръцките богове.[4]
- В България:
  - В някои райони на страната акушерката прерязвала със сърп пъпната връв на новороденото.[5]
  - Сърпът е съставна част от облеклото на кукерите.[6]

## Символ
В комунистическата символика изобразения сърп заедно с чука олицетворяват съюза на работници и селяни. Изображението на скрепените сърп и чук е било поставено дори и на флага на СССР.